# Pavilhão Manuel da Nóbrega
O Pavilhão Padre Manoel da Nóbrega, originalmente denominado Palácio das Nações, é um dos edifícios integrantes do conjunto arquitetônico do Parque do Ibirapuera, concebido pelo arquiteto Oscar Niemeyer com cálculo estrutural do engenheiro Joaquim Cardozo. O projeto, encomendado por Ciccillo Matarazzo visando às comemorações oficiais do IV Centenário da Cidade de São Paulo, pretendia transformar o novo parque da cidade em um centro irradiador de arte e cultura. Além do Palácio das Nações, compõem o conjunto o Palácio dos Estados (sede da PRODAM), o Palácio das Indústrias (Pavilhão da Bienal), o Palácio das Exposições (Oca), o Palácio da Agricultura (sede do DETRAN) e o auditório (construído recentemente). O conjunto é tombado pelo Instituto do Patrimônio Histórico e Artístico Nacional.
O Palácio das Nações foi inaugurado em dezembro de 1953. Nesse mesmo ano, divide com o Palácio das Indústrias a função de sede da histórica II Bienal Internacional de São Paulo, abrigando parte das 3.374 obras expostas nessa edição, dentre as quais, 74 telas de Pablo Picasso, incluindo a célebre Guernica. Os dois pavilhões também sediaram a III edição da Bienal, em 1955. Entre 1961 e 1991, o edifício, já rebatizado como "Pavilhão Padre Manoel da Nóbrega", abrigou a prefeitura de São Paulo. Com a transferência do executivo municipal para o Palácio das Indústrias, o edifício foi cedido ao Governo do Estado em 1992, e passou a ser utilizado como extensão da Pinacoteca do Estado. Em 2004, o pavilhão retornou à administração municipal, tornando-se sede do Museu Afro Brasil.
O edifício possui 11 mil metros quadrados de área construída, divididos em três pavimentos. Além dos espaços expositivos, áreas de atuação didática, reserva técnica e escritórios administrativos, abriga a Biblioteca Carolina Maria de Jesus e o Teatro Ruth de Sousa.